# Janet L. Beizer
Janet L. Beizer (9 de abril de 1952) es una académica estadounidense. Es una estudiosa de la literatura francesa centrada en el siglo XIX y principios del XX.

## Biografía
Completó su licenciatura en la Universidad Cornell y donde recibió su doctorado de la Universidad Yale.
Es profesora de Lenguas y Literaturas Románicas en la Universidad de Harvard.
Es autor de varios libros, entre ellos Cuerpos ventriloquiados y Pensando a través de las madres. Recibió una beca Guggenheim por sus contribuciones académicas a la literatura europea y latinoamericana en 2016. Ese mismo año fue nombrada becaria Marta Sutton Weeks por el Centro de Humanidades de Stanford.